# Sân vận động World Cup Daejeon
Sân vận động World Cup Daejeon là một sân vận động bóng đá ở thành phố Daejeon của Hàn Quốc. Sân được sử dụng để tổ chức một số trận đấu tại Giải vô địch bóng đá thế giới 2002, giải đấu được tổ chức tại Hàn Quốc và Nhật Bản. Sân vận động thể hiện một cấu trúc tinh vi và sáng tạo, loại bỏ cấu trúc trang trí. Phương pháp bê tông đúc sẵn (PC) đã được sử dụng để đạt hiệu quả cao về kinh tế và xây dựng. Sau World Cup, sân vận động này được quy hoạch thành công viên thể thao đa năng, bao gồm trung tâm thể thao tổng hợp và các công trình văn hóa thương mại ở giữa công viên. Sân có sức chứa 40.535 chỗ ngồi. Hiện tại, đây là sân nhà của Daejeon Hana Citizen, thay thế cho Khu liên hợp thể thao Daejeon.

## Giải vô địch bóng đá thế giới 2002
Sân vận động là một trong những địa điểm của Giải vô địch bóng đá thế giới 2002, và đã tổ chức các trận đấu sau:
| Ngày                | Đội #1   | Kết quả | Đội #2      | Vòng        |
| ------------------- | -------- | ------- | ----------- | ----------- |
| 12 tháng 6 năm 2002 | Nam Phi  | 2–3     | Tây Ban Nha | Bảng B      |
| 14 tháng 6 năm 2002 | Ba Lan   | 3–1     | Hoa Kỳ      | Bảng D      |
| 18 tháng 6 năm 2002 | Hàn Quốc | 2–1     | Ý           | Vòng 16 đội |